# Российское движение школьников
Росси́йское движе́ние шко́льников (РДШ) — общероссийская общественно-государственная детско-юношеская организация. Образована 29 октября 2015 года, в соответствии с Указом Президента РФ № 536. Создана при Федеральном агентстве по делам молодёжи. 18 декабря 2022 года на VI съезде реорганизовано в Движение первых.
Декларируемая цель — совершенствование государственной политики в области воспитания подрастающего поколения. Членство допускается с 8 лет.

## История
28 марта 2016 года в МГУ им. Ломоносова состоялось учредительное собрание организации. На собрании высшим органом управления движения утверждён координационный совет, руководство им осуществляет председатель и два сопредседателя, избираемые сроком на три года. Целью организации декларируется совершенствование государственной политики в области воспитания подрастающего поколения и содействие формированию личности на основе присущей российскому обществу системы ценностей.
Учредители организации
- Федеральное агентство по делам молодёжи (Росмолодежь) (учредитель Организации от имени Российской Федерации).
- Общероссийское общественное движение Ассоциация учащейся молодёжи Российского Союза Молодёжи «Содружество» (АУМ РСМ).
- Общероссийская общественная организация «Национальная родительская ассоциация социальной поддержки семьи и защиты семейных ценностей»
- Общероссийская общественная физкультурно-спортивная организация «Всероссийская федерация школьного спорта».
- Молодёжная общероссийская общественная организация «Российские Студенческие Отряды» (РСО).
- Общероссийская общественная организация «Всероссийское педагогическое собрание»
- Совет проректоров по воспитательной работе образовательных организаций высшего образования России.

Физические лица:
- Садовничий, Виктор Антонович, ректор МГУ им. Ломоносова.
- Волохов Алексей Васильевич, председатель Международного союза детских общественных объединений «Союз пионерских организаций — Федерация детских организаций» (СПО-ФДО)
- Громова Галина Герасимовна, заслуженный учитель Российской Федерации, Герой Труда Российской Федерации.
- Пильдес Майя Борисовна, директор Академической гимназии № 56, член Общественного совета при Минобрнауки России, народный учитель Российской Федерации.

В состав РДШ входит организация младших школьников – Орлята России.

### I Съезд РДШ
18 мая 2016 года в Москве начал свою работу Съезд на базе МГУ. Участниками Съезда стали представители региональных министерств образования, председатели региональных отделений Движения, директора школ, заместители по воспитательной работе, кандидаты в региональные координаторы «Росдетцентра» и сами учащиеся — школьники.
Проректор Московского педагогического государственного университета (МПГУ) Алексей Коршунов объявил, что МПГУ выступит в качестве главного научно-методического центра по разработке образовательных модулей для вожатых Движения.

### Смена «Молодые учителя» на образовательном форуме «Балтийский Артек»
25 июля 2016 года на федеральном образовательном форуме «Балтийский Артек» была открыта профильная смена «Молодые учителя», посвящённая развитию организации «Российское движение школьников». Участниками смены стали представители всех субъектов Российской Федерации: молодые учителя, вожатые, заместители директоров по воспитательной работе, координаторы пилотных школ, региональные кураторы и председатели региональных организаций Движения.

### 200 пилотных школ РДШ
1 сентября 2016 года в России на торжественных линейках, посвящённых Дню знаний было объявлено о начале работы Российского движения школьников на территории образовательных организаций. 
По состоянию на 2018 год, в каждом регионе функционирует региональное отделение РДШ, которое занимается организацией работы движения на территории субъекта Российской Федерации.

### VI Съезд Российского движения школьников
18 декабря в Москве прошёл VI Съезд Российского движения школьников. Его участники подвели итоги работы за семь лет и приняли решение о реорганизации РДШ путём присоединения к Общероссийскому общественно-государственному движению детей и молодёжи.